# Stanley R. Tupper
Stanley Roger Tupper, född 25 januari 1921 i Boothbay Harbor i Maine, död 6 januari 2006 i Boothbay Harbor i Maine, var en amerikansk politiker (republikan). Han var ledamot av USA:s representanthus 1961–1967. Han tjänstgjorde i USA:s flotta i andra världskriget.
Tupper besegrade John C. Donovan och Roger P. Dube i kongressvalet 1960. 1961 efterträdde han Frank M. Coffin som kongressledamot.